# Universitatea Constantin Brâncoveanu din Pitești
Universitatea Constantin Brâncoveanu este o instituție de învățământ superior particulară cu sediul central în Pitești, Județul Argeș, fondată în 1991 și acreditată în aprilie 2002. După Pitești, universitatea mai are facultăți deschise în Râmnicu-Vâlcea și Brăila.
Universitatea Constantin Brâncoveanu își îndeplinește misiunea prin formarea și perfecționarea de specialiști în domeniile științelor economice, juridice, administrative, ale comunicării, sociale și relațiilor internaționale, prin inițierea de activități de cercetare științifică pe cont propriu și în colaborare cu instituții similare din țară și din străinătate, prin cultivarea și difuzarea valorilor culturii și civilizației universale, respectând drepturile și libertățile fundamentale ale omului și promovând spiritul gândirii libere, critice.
Universitatea Constantin Brâncoveanu a fost înființată în anul 1991, primele structuri ale Universității fiind cele de Management - Marketing în Afaceri Economice: Brăila (1991), Pitești (1992), Rm. Vâlcea (1991). Diversificarea profilurilor de studii a fost unul din obiectivele conducerii Universității, primul pas important fiind făcut în anul 1999, când s-a înființat Facultatea de Finanțe-Contabilitate din Pitești.
În anul 2001 în municipiile Pitești și Brăila sunt înființate Facultățile de Comunicare, Relații Publice și Jurnalism.
În anul 2002 Universitatea Constantin Brâncoveanu primește acreditarea instituțională prin Legea nr. 242 din 23 aprilie, făcând parte din primul grup de șase instituții de învățământ superior particulare care au beneficiat de recunoaștere. În același an, cu aprobarea MECT, se înființează Departamentul de Studii de Masterat și Postuniversitare de Perfecționare organizat la Facultatea de Management - Marketing în Afaceri Economice. Oferta educațională este completată prin Cursuri de formare în domeniul psiho-pedagogic, în cadrul Departamentului pentru Pregătirea Personalului Didactic. Tot în anul 2002, specializările Management și Marketing sunt acreditate, conform HG 410/25.04.2002 și sunt înființate specializarea Relații economice internaționale și Economia comerțului, turismului și serviciilor.
În anul 2003 Universitatea Constantin Brâncoveanu organizează Cursuri postuniversitare de perfecționare în domeniul Management. Se înființează specializările Administrație publică și Finanțe și Bănci.
În anul 2004 oferta studiilor de Masterat se diversifică, prin introducerea de noi specializări: Business Management, Management în Administrație și Servicii Publice, Management financiar-bancar, Marketingul serviciilor, Marketing industrial și agroalimentar.
În anul 2005 Facultatea de Comunicare, Relații Publice și Jurnalism devine Facultatea de Științe Juridice, Administrative și ale Comunicării, prin autorizarea specializărilor Drept - domeniul Științe Juridice, Relații internaționale și studii europene și Asistență socială.
În anul 2006 la Facultatea de Management Marketing în Afaceri Economice este înființată specializarea Administrarea afacerilor.
În anul 2007 specializările Contabilitate și Informatică de Gestiune și Jurnalism primesc acreditarea instituțională, conform HG 676/28.06.2007.
În anul 2008 primește acreditarea instituțională, conform HG 635/11.06.2008, specializarea Comunicare și relații publice. Noi specializări de Masterat primesc acreditarea: Managementul resurselor umane, Managementul economic al unităților școlare, Business-to-business marketing, la Facultatea de Management Marketing în Afaceri Economice, și Standarde, reglementări și politici contabile, la Facultatea de Finanțe - Contabilitate.
În anul 2009 este acreditat programul de studii de Masterat Comunicare managerială și relații publice. Specializarea Economia comerțului, turismului și serviciilor, învățământ de licență, primește acreditarea instituțională.
În perioada 9 - 12 noiembrie 2010, Universitatea Constantin Brâncoveanu a primit vizita ARACIS pentru procesul de reevaluarea instituțională externă.
În anul 2011 Universitatea Constantin Brâncoveanu a primit calificativul maxim care poate fi acordat instituțiilor de învățământ superior din România: Grad Ridicat de Încredere.

## Lista facultăților
- din Pitești:
  - Facultatea de Management Marketing în Afaceri Economice;
  - Facultatea de Finanțe Contabilitate;
  - Facultatea de Științe Juridice, Administrative și ale Comunicării.
- din Brăila:
  - Facultatea de Management Marketing în Afaceri Economice;
  - Facultatea de Științe Administrative și ale Comunicării
- din Râmnicu-Vâlcea:
  - Facultatea de Management Marketing în Afaceri Economice.